# Mautern an der Donau
Mautern an der Donau is een gemeente in de Oostenrijkse deelstaat Neder-Oostenrijk, gelegen in het district Krems. De gemeente heeft ongeveer 3100 inwoners.

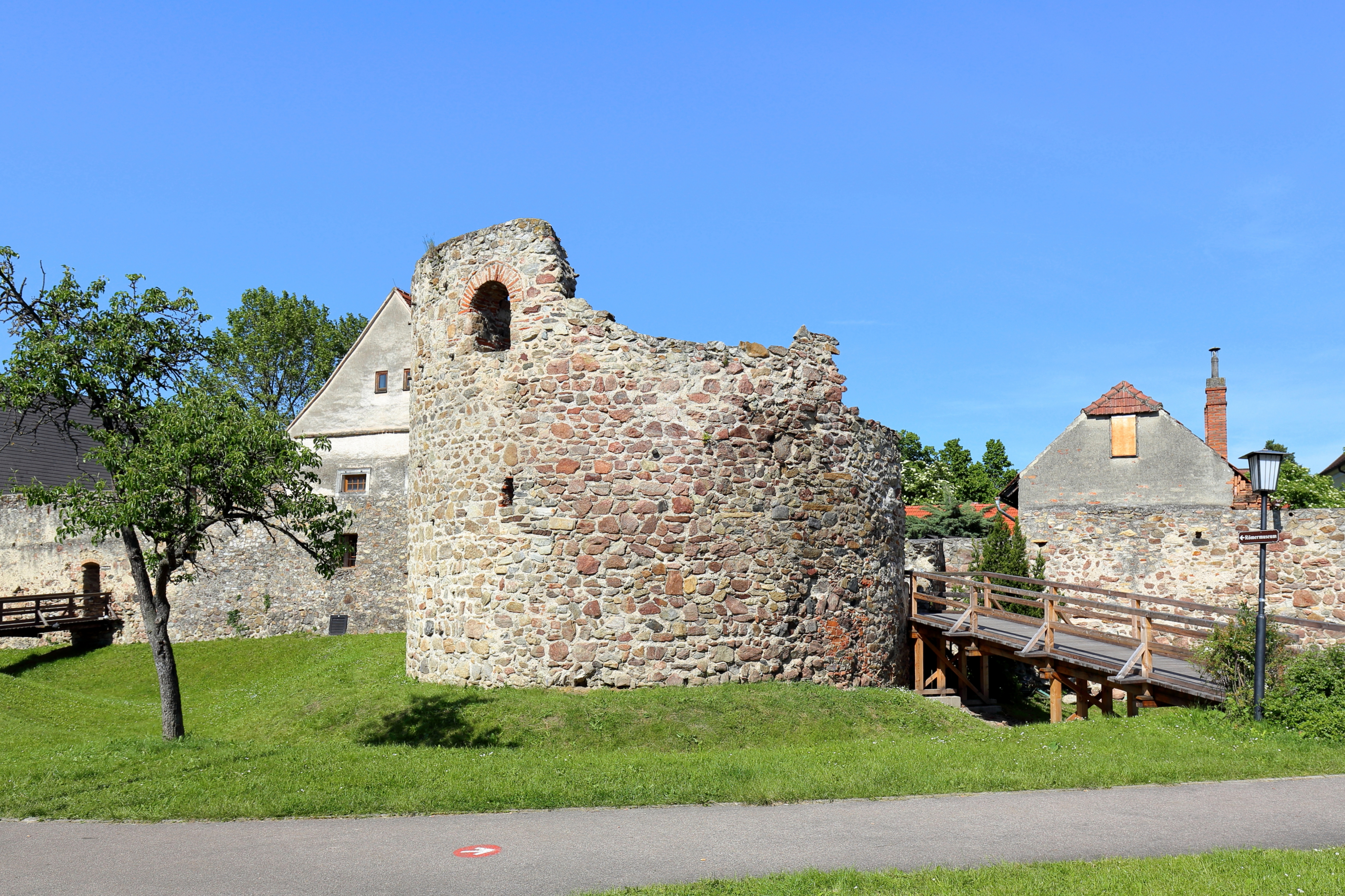
"Römerhalle Mautern"

## Geografie
Mautern an der Donau heeft een oppervlakte van 9,14 km². Het ligt in het noordoosten van het land, ten noordwesten van de hoofdstad Wenen en ten zuiden van de grens met Tsjechië.
Aggsbach · Albrechtsberg an der Großen Krems · Bergern im Dunkelsteinerwald · Droß · Dürnstein · Furth bei Göttweig · Gedersdorf · Gföhl · Grafenegg · Hadersdorf-Kammern · Jaidhof · Krumau am Kamp · Langenlois · Lengenfeld · Lichtenau im Waldviertel · Maria Laach am Jauerling · Mautern an der Donau · Mühldorf · Paudorf · Rastenfeld · Rohrendorf bei Krems · Rossatz-Arnsdorf · Schönberg am Kamp · Senftenberg · Spitz · St. Leonhard am Hornerwald · Straß im Straßertale · Stratzing · Weinzierl am Walde · Weißenkirchen in der Wachau
- Gemeinsame Normdatei: 4100692-6
- Library of Congress Control Number: n94069148
- Nationale Bibliotheek van Israël: 987007531053505171
- Virtual International Authority File: 132682139
- WorldCat: E39PBJvMwYTrXV7WxKyYRMp9Dq